# Sportjahr 1865
Liste der Sportjahre

◄◄ | ◄ | 1861 | 1862 | 1863 | 1864 | Sportjahr 1865 | 1866 | 1867 | 1868 | 1869 | ► | ►►

Weitere Ereignisse

## Ereignisse

### Alpinismus
- 28. Juni: Einer Seilschaft bestehend aus Adolphus Warburton Moore, Horace Walker und Jakob Anderegg gelingt die Erstbesteigung des Piz Roseg in der Graubündner Berninagruppe.
- 29. Juni: Edward Whymper, Christian Almer und Franz Biner besteigen als Erste die Aiguille Verte, einen Viertausender in den Alpen.
- 6. Juli: Die Erstbesteigung des Ober Gabelhorns gelingt Adolphus Warburton Moore, Horace Walker und Jakob Anderegg. Schon am nächsten Tag folgen die Verlierer beim Rennen um den Gipfel, Francis Douglas, Peter Taugwalder und Joseph Viennin bei ihrem dritten Anlauf.
- 14. Juli: Die Erstbesteigung des Matterhorns durch Edward Whymper, Lord Francis Douglas, Charles Hudson, Douglas Robert Hadow, Michel Croz und Peter Taugwalder Vater und Sohn gelingt. Beim Abstieg finden vier Alpinisten den Tod.

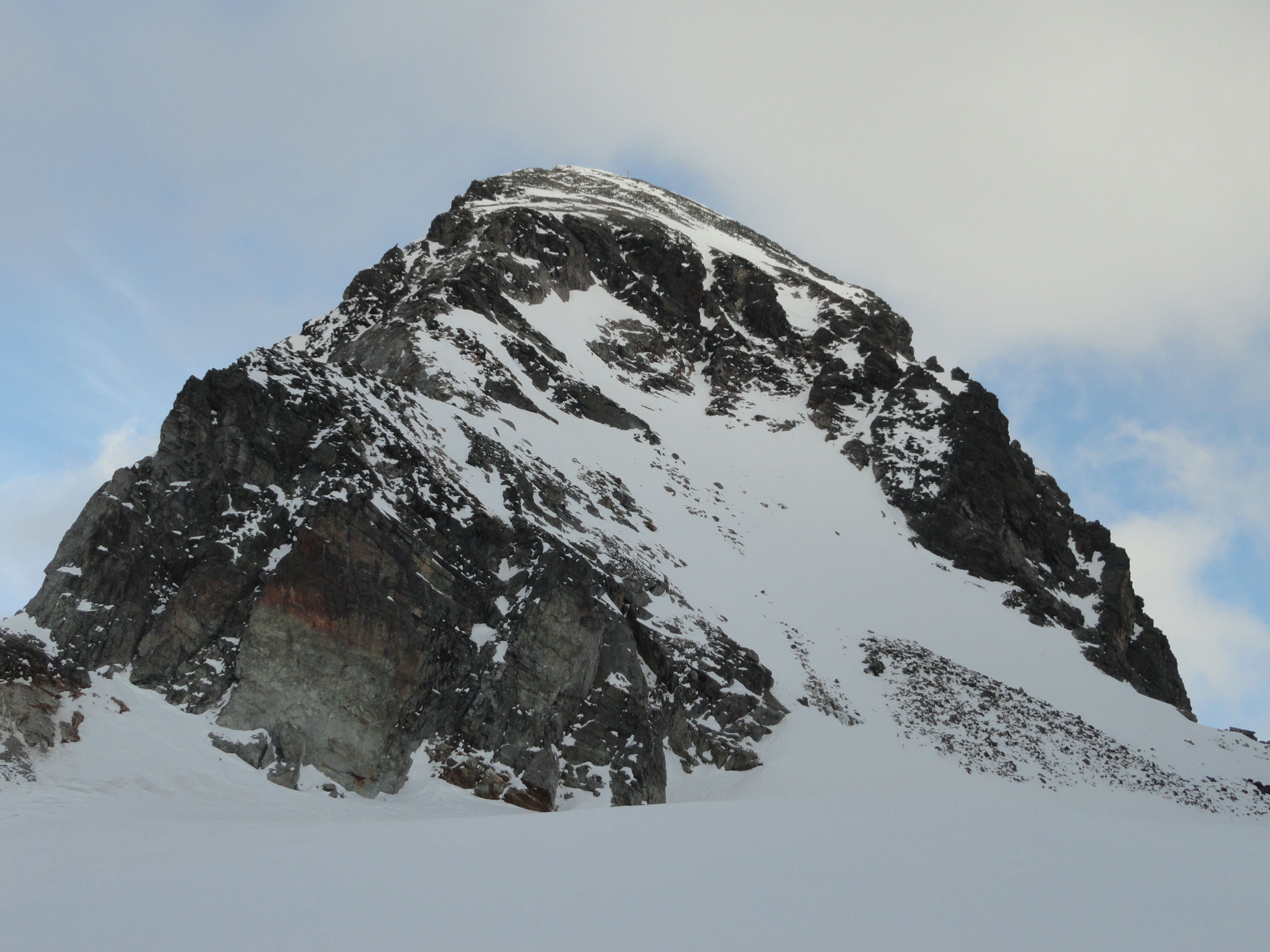
Piz Buin vom Ochsentaler Gletscher

- 14. Juli: Der höchste Berg Vorarlbergs, der Große Piz Buin im Silvretta-Hauptkamm, wird von einer vierköpfigen Bergsteigergruppe um Josef Anton Specht und Johann Jakob Weilenmann erstmals bestiegen. Am 17. Juli besteigt die gleiche Gruppe auch den Crast’ Agüzza in der Berninagruppe als Erste.
- 7. August: Die Erstbesteigung des Gross Grünhorns gelingt Peter Michel, Edmund von Fellenberg, Peter Egger und Peter Inäbnit.
- 22. August: Jules Jacot gelingt mit zwei Bergführern die Erstbesteigung des Silvrettahorns.
- 28. August: Julius Payer und Johann Pinggera gelingt gemeinsam mit einem unbekannten Träger die Erstbesteigung der Vertainspitze.
- 7. September: Julius Payer und Johann Pinggera besteigen als erste den Monte Cevedale, mit 3778 m nach Ortler und Königspitze den dritthöchsten Berg des Ortlermassivs und den höchsten Berg des Trentinos.
- 11. September: Mit dem Bergführer J. Felley besteigt Johann Jakob Weilenmann den Mont Blanc de Cheilon in den Walliser Alpen als Erster.

### Leichtathletik
- 11. November: Charles Pym, Großbritannien, läuft die 400 Meter der Herren in 50,2 Sekunden.

### Rudern
- 8. April: Oxford besiegt Cambridge im Boat Race in 21′24″.
- 28. Juli: Zum zweiten Mal hintereinander gewinnt Yale die Harvard-Yale-Regatta in einer Zeit von 19'09".

### Schießsport
- 16. bis 23. Juli: Auf der Bürgerweide in Bremen findet das vom Deutschen Schützenbund organisierte Bundesschießen statt. Das Zweite Deutsche Bundesschießen in Bremen wird von rund 14.000 Menschen besucht und ist damit eine der größten Veranstaltungen in Deutschland vor Gründung des Reiches.

### Wintersport
- Am Hudson River entsteht der erste Eissegelclub der Welt.
- Der amerikanische Eiskunstläufer Jackson Haines entwickelt Ganzmetall-Schlittschuhe, die direkt mit der Schuhsohle verbunden sind.

### Sonstiges

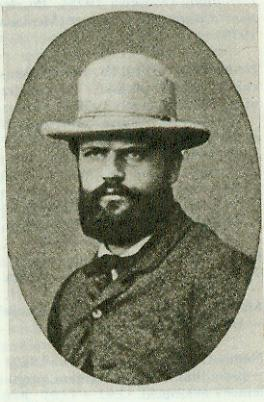
Gustav Richard Neumann

- Gustav Richard Neumann gewinnt das Schachturnier der Berliner Schachgesellschaft.
- Der Engländer William Cail führt in Stuttgart und Bad Cannstatt das Rugbyspiel ein.
- John Graham Chambers entwickelt die nach seinem Förderer John Sholto Douglas, 9. Marquess of Queensberry benannten Queensberry-Regeln im Boxen, mit denen der bare-knuckle fight nach den London Prize Ring Rules abgeschafft werden soll.
- Bellario gewinnt das 32. Union-Rennen auf der Pferderennbahn auf dem Tempelhofer Feld.
- Der Fußballverein Nottingham Forest wird gegründet.

## Geboren

### Erstes Halbjahr
- 20. Januar: Josef Fischer, deutscher Radrennfahrer († 1953)
- 26. Januar: Philip Richardson, britischer Sportschütze († 1953)
- 27. Januar: Ferdinand Feyerick, belgischer Fechter († 1920)
- 31. Januar: Henri Desgrange, französischer Zeitungsherausgeber und Begründer der Tour de France († 1940)
- 09. Februar: Heinrich Tenner, österreichischer Fechter († 1949)
- 27. Februar: Timothée Jordan, britischer Cricketspieler († unbekannt)
- 01. März: Erik Lindh, finnischer Segler († 1914)
- 10. März: Pim Mulier, niederländischer Sportfunktionär und Journalist († 1954)
- 22. März: Gustav-Adolf Sjöberg, schwedischer Sportschütze († 1937)
- 25. März: Nestori Toivonen, finnischer Sportschütze († 1927)
- 01. April: Richard Zsigmondy, ungarisch-österreichischer Chemiker und Bergsteiger († 1929)
- 20. April: Victor de Behr, belgischer Wasserballspieler († unbekannt)
- 06. Mai: John Walter Christie, US-amerikanischer Automobilrennfahrer, Ingenieur, Erfinder und Unternehmer († 1944)
- 22. Mai: Emma Leavitt-Morgan, US-amerikanische Tennisspielerin († 1956)
- 02. Juni: Hugo Clason, schwedischer Segler († 1935)
- 06. Juni: Ernst Krogius, finnischer Segler († 1955)
- 09. Juni: William Wilton, schottischer Fußballspieler und -trainer († 1920)
- 11. Juni: Johnny Madden, schottischer Fußballspieler und -trainer († 1948)
- 12. Juni: Félix Marcotte, französischer Segler († 1953)

### Zweites Halbjahr
- 08. Juli: Frank Hall, US-amerikanischer Sportschütze († 1939)
- 21. Juli: Auguste Cavadini, französischer Sportschütze († 1922)
- 21. Juli: Edmund Thormählen, schwedischer Segler († 1946)
- 000Juli: Black Eagle, kanadischer Lacrossespieler († unbekannt)
- 01. August: René Englebert, belgischer Sportschütze († unbekannt)
- 20. August: René Thomas, französischer Sportschütze († 1925)
- 01. September: Edgar Aabye, dänischer Sportler und Olympiasieger im Tauziehen († 1941)
- 16. September: Malcolm MacDonald, US-amerikanischer Tennisspieler († 1921)
- 20. November: Richard Dixon, britischer Segler († 1949)
- 25. November: Gustaf Söderström, schwedischer Leichtathlet und Tauzieher († 1958)
- 02. Dezember: Louis Zutter, Schweizer Turner und erster Olympiasieger der Schweiz († 1946)
- 10. Dezember: René de Knyff, französischer Automobilrennfahrer und Motorsportfunktionär († 1954)
- 22. Dezember: Charles Sands, US-amerikanischer Golfer, Tennis- und Jeu de Paumespieler († 1945)

### Genaues Geburtsdatum unbekannt
- Wilhelm Bauer, deutscher oder österreichischer Automobilrennfahrer († 1900)
- Pierre Rabot, französischer Segler († unbekannt)

## Gestorben
- 25. Januar: Karl Thurwieser, österreichischer Meteorologe, Alpinist und Theologe (* 1789)
- 7. April: Johann Gustav Heckscher, deutscher Jurist und Politiker, Mitgründer des Hamburger Ruder Clubs (* 1797)

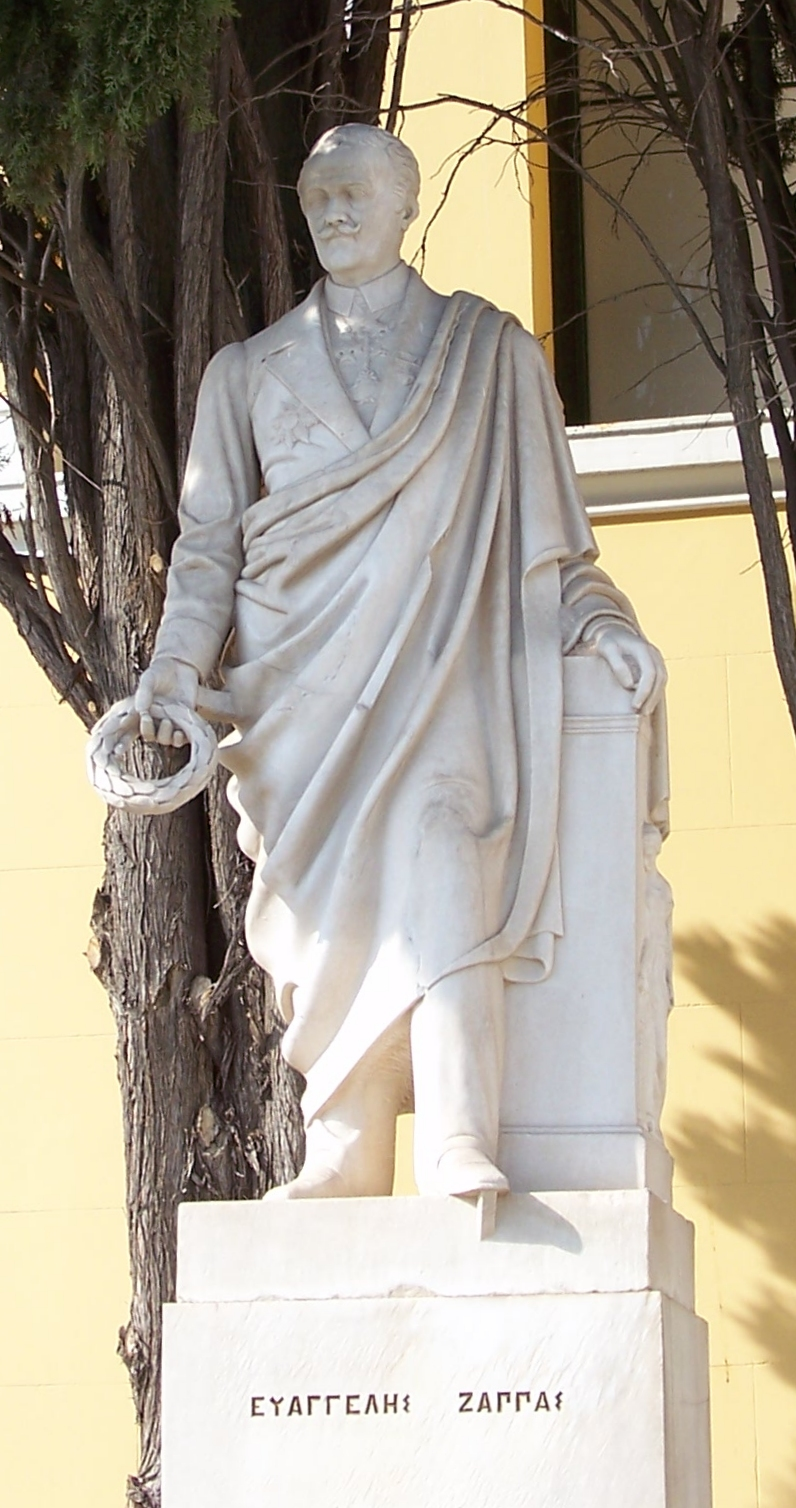
Statue von Evangelos Zappas

- 19. Juni: Evangelos Zappas, griechischer Kaufmann und Mäzen, Finanzier der ersten Olympien (* 1800)
- 14. Juli: Michel Croz, französischer Bergsteiger und Bergführer (* 1830)
- 14. Juli: Charles Hudson, britischer Geistlicher und Bergsteiger (* 1828)
- 14. Juli: Francis Douglas, britischer Adliger und Bergsteiger (* 1847)
- 14. Juli: Douglas Robert Hadow, britischer Bergsteiger (* 1846)
- 8. November: Tom Sayers, englischer Boxer in der Bare-knuckle-Ära (* 1826)
- 15. November: Jindřich Fügner, tschechischer Kaufmann und Sportfunktionär (* 1822)